# Francis Tyskiewicz
Francis Tyskiewicz, né le 3 février 1955 à Denain, et mort le 30 janvier 2012 dans le 14e arrondissement de Paris à l'âge de 56 ans, est un journaliste et homme de radio français, ancien élève de l'École supérieure de journalisme de Lille (54e promotion). Il est l'un des fondateurs de la radio France Info en 1987, station dont il devint le directeur de la rédaction. Il est passé par Fréquence Nord, devenue France Bleu Nord.